# 航空機の一覧 (T-Z)
この一覧は、製造者別に分けた航空機の一覧のうち頭文字がTからZのものを集めた一覧である。

## T

### 立川飛行機
- 九五式一型練習機
- 九五式三型練習機
- 九八式直接協同偵察機
- 一式双発高等練習機
- 九九式高等練習機
- キ70
- キ74
- キ77
- キ94
- R-38

### タディラン電子工業(Tadiran Electronic Industries)
- マスティフ

### テイラー・エアクラフト(Taylor Aircraft Company)
- テイラー C-2 Chummy(テイラー・ブラザーズ・エアクラフト(Taylor Brothers Aircraft Company)時代)
- テイラー E-2/J-2

### Taylor (John Taylor)
- Taylor J.T.1 Monoplane
- Taylor J.T.2 Titch

### ティラークラフト
- ティラークラフト  B
- ティラークラフト  C
- ティラークラフト C-95  グラスホッパー

### テイラークラフト・エアロプレーンズ・イングランド
- テイラークラフト オースター
- テイラークラフト プラスC
- テイラークラフト プラスC2
- テイラークラフト プラスD

### Technoavia
- Technoavia SM92 Finist

### テムコ・エアクラフト
- テムコ T-35 バッカルー
- テムコ TT ピント

### テレフギア
- Transition

### トーマス・モース
- Thomas Brothers D-5
- Thomas Brothers T-2
- Thomas Brothers S-4
- Thomas Brothers SH-4
- Thomas-Morse MB-1
- Thomas-Morse MB-2
- Thomas-Morse MB-3
- Thomas-Morse MB-6
- Thomas-Morse MB-7
- Thomas-Morse MB-9
- Thomas-Morse MB-10
- トーマス＝モース O-19
- Thomas-Morse XP-13

### Thorp
- Thorp T-11
- Thorp T-18
- Thorp T-211

### Thulinverken
- Thulin A
- Thulin B
- Thulin D
- Thulin E
- Thulin FA
- Thulin G
- Thulin H
- Thulin K
- Thulin L
- Thulin LA
- Thulin M
- Thulin N
- Thulin NA

### Tiger Aircraft
- Tiger Aircraft AG-5B Tiger

### Tipsy
see also Avions Fairey
- Tipsy B
- Tipsy Belfair
- Tipsy Junior
- Tipsy M
- Tipsy Nipper
- Tipsy S
- Tipsy S.2

### Titan Aircraft Company
- Titan T-51 Mustang

### TNCA
see also Azcárate 
- TNCA Microplano
- TNCA Quetzalcoatl
- TNCA Sonora
- TNCA Tololoche

### Trago Mills
- Trago Mills SAH-1

### トランザール
- C-160

### Transavia
- Transavia Airtruk
- Transavia Skyfarmer

### TRW
- TRW RQ-5 ハンター

### TsKB
- TsKB-11
- TsKB-26
- TsKB-30
- TsKB-54
- TsKB-55
- TsKB-56
- TsKB-57
- TsKB-60

### タッカー
- XP-57

### ブラウンシュヴァイク工科大学
- LF-1 ツァウンケーニッヒ

### ツポレフ
- ツポレフ ANT-1
- ツポレフ ANT-2
- ツポレフ ANT-3
- ツポレフ TB-1 ANT-4
- ツポレフ I-4 ANT-5
- ツポレフ TB-3 ANT-6
- ツポレフ R-6 ANT-7
- ツポレフ ANT-9
- ツポレフ ANT-20
- ツポレフ I-12 ANT-23
- ツポレフ ANT-25
- ツポレフ SB-2 ANT-40
- ツポレフ Tu-2 ANT-58
- ツポレフ Tu-4
- ツポレフ Tu-12
- ツポレフ Tu-14
- ツポレフ Tu-16 "88"
- ツポレフ Tu-20 (Tu-95)
- ツポレフ Tu-22 "105"
- ツポレフ Tu-22M "145"
- ツポレフ Tu-28 "128"
- ツポレフ Tu-70
- ツポレフ Tu-72
- ツポレフ Tu-75
- ツポレフ Tu-80
- ツポレフ Tu-85
- ツポレフ Tu-91
- ツポレフ Tu-95
- ツポレフ Tu-104
- ツポレフ Tu-105
- ツポレフ Tu-107
- ツポレフ Tu-110
- ツポレフ Tu-114
- ツポレフ Tu-116
- ツポレフ Tu-123
- ツポレフ Tu-124
- ツポレフ Tu-125 project
- ツポレフ Tu-126
- ツポレフ Tu-128
- ツポレフ Tu-134
- ツポレフ Tu-138
- ツポレフ Tu-142
- ツポレフ Tu-144
- ツポレフ Tu-148
- ツポレフ Tu-154
- ツポレフ Tu-160
- ツポレフ Tu-204
- ツポレフ Tu-214
- ツポレフ Tu-224
- ツポレフ Tu-234
- ツポレフ Tu-334
- ツポレフ Tu-354

## U

### ウトヴァ
- UTVA 212
- UTVA 213 Vihor ("Storm")
- UTVA Aero 3
- UTVA Trojka
- UTVA 56
- UTVA 60
- UTVA 65
- UTVA 66
- UTVA 75
- UTVA Lasta ("Swallow")
- Utva 96
- Utva Trojka

## V

### ヴァルメト
- ヴァルメト トゥーリ I, II, III
- ヴァルメト ヴィフーリ
- ヴァルメト L-70 ヴィンカ
- ヴァルメト L-80 Turbo-Vinha
- ヴァルメト L-90 Redigo

### フィンランド国営航空機工場
- VL D.27 Haukka I, II
- VL Sääski I, II, IIA
- VL E.30 Kotka
- VL Viima I, II
- VL Paarma
- VL Kotka I, II
- VL Tuisku I, II
- VL ピリ
- VL ミルスキ
- VL フム
- VL ピョレミルスキ

### Van's Aircraft
- RV-3
- RV-4
- RV-6
- RV-7
- RV-8
- RV-9
- RV-10

### VEF
- VEF I-11
- VEF I-12
- VEF I-14
- VEF I-15
- VEF I-16
- VEF I-17
- VEF I-19

### Velocity Aircraft
- Velocity SE
- Velocity XL

### Venture
- Venture T-211

### バートル
- バートル H-21 ショーニー
- バートル CH-125
- バートル CH-127
- バートル H-25 レトリバー
- ボーイング・バートルCH-113 ラブラドール
- ボーイング・バートルCH-46 シーナイト
- ボーイング・バートルCH-47 チヌーク

### ヴィッカース/ヴィッカース＝アームストロング
（スーパーマリン 製のものも参照）
- ビッカース 123
- ビッカース 141
- ビッカース 143
- ヴィッカース タイプ 150
- ビッカース 161
- ヴィッカース タイプ 163
- ビッカース 177
- ヴィッカース タイプ 255
- ビッカース 432
- Vickers Boxkite
- ビッカース E.F.B.1
- ビッカース E.F.B.2
- ビッカース E.F.B.3
- ビッカース E.S.1
- ビッカース F.B.5 愛称はガンバス"(Gunbus")
- ビッカース F.B.7
- ビッカース F.B.8
- ビッカース F.B.9
- ビッカース F.B.11
- ビッカース F.B.12
- ビッカース F.B.14
- ビッカース F.B.16
- ビッカース F.B.19
- ビッカース F.B.24
- ビッカース F.B.25
- ビッカース ジョッキー
- ヴィッカース タイプ 143
- ビッカース ヴァレンティア
- ビッカース ヴァレッタ
- Vickers Valiant
- Vickers Valparaiso
- ビッカース バンパイア
- ビッカース ヴァンガード
- Vickers Vanox
- ビッカース ヴァーシティ
- ビッカース VC.1 ヴァイキング
- ビッカース VC-10
- Vickers Vellore
- Vickers Vendace
- ビッカース ヴェノム
- ビッカース ベンチャー
- ビッカース ヴァーノン
- ビッカース ヴェスパ
- Vickers Viastra
- ビッカース ヴィクトリア
- ビッカース ヴァイキング
- Vickers Vildebeest
- Vickers Vimy
- ビッカース ヴィンセント
- Vickers Vireo
- ビッカース バージニア
- ビッカース バイカウント
- ビッカース ヴィクセン
- ビッカース バルカン
- ビッカース ウォーウィック
- Vickers Wellesley
- Vickers Wellington
- Vickers Wibault
- ビッカース ウィンザー

### カナディアン・ヴィッカース
- Canadian Vickers Vancouver
- Canadian Vickers Vanessa
- Canadian Vickers Varuna
- Canadian Vickers Vedette
- Canadian Vickers Velos
- Canadian Vickers Vigil
- Canadian Vickers Vista

### Victa
- Victa Aircruiser
- Victa Airtourer

### VisionAire
- VisionAire Vantage

### ヴォワザン (Aéroplanes Voisin)
- ヴォワザン-ファルマン I
- ヴォワザン I
- ヴォワザン II
- ヴォワザン III
- ヴォワザン IV
- ヴォワザン V
- ヴォワザン VI
- ヴォワザン VII
- ヴォワザン VIII
- ヴォワザン IX
- ヴォワザン X
- ヴォワザン XI
- ヴォワザン XII
- ヴォワザン LA
- ヴォワザン LAS

### Volaircraft
- Volaircraft Volaire

### ヴォート・エアクラフト・インダストリーズ
- A-7 コルセア II
- ヴォート AU コルセア
- F-8 クルセイダー
- FU
- F2U
- F3U
- F4U コルセア
- XF5U フライング・パンケーキ
- ヴォート XF8U-3 クルセーダー III
- ヴォート F6U パイレート
- ヴォート F7U カットラス
- ヴォート F8U クルセイダー
- ヴォート OS2U キングフィッシャー
- ヴォート SBU Corsair
- ヴォート SB2U ヴィンディケーター
- Vought-Sikorsky Chesapeake
- ヴォート V-93s コルセア
- ヴォート LTV XC-142

### Vulcanair
- Vulcanair Canguro
- Vulcanair Mission

### バルティ
- バルティ A-19
- バルティ A-31 ヴェンジャンス
- バルティ A-35 ヴェンジャンス
- バルティ A-41
- バルティ BT-13 ヴァリアント
- バルティ P-66 バンガード
- バルティ XP-54 スウース・グース
- バルティ XP-68 トルネード
- バルティ V1

## W

### Wacket
- Wacket Gannet

### ウェイコ
- ウェイコ AQC-6
- ウェイコ C-62
- ウェイコ C-72
- ウェイコCG-4 Hadrian
- ウェイコ CG-15
- ウェイコ PG-2A
- ウェイコ ZQC-6

### Wallis
- Wallis Venom

### 渡邊鉄工所
九州飛行機を参照のこと

### Weatherley Aviation
- Weatherley 201
- Weatherley 620

### Weber
- Weber EW 18

### ウェデル・ウィリアムズ
- ウェデル・ウィリアムズ XP-34

### ウエストランド・エアクラフト
- Westland Belvedere
- Westland Dragonfly
- Westland F.29/27
- Westland F.7/30
- ウェストランド ガゼル
- Westland Gannet
- ウェストランド インターセプター
- ウェストランド リンクス
- ウェストランド ライサンダー
- ウェストランド マーリン
- Westland N.1B
- Westland-Hill Pterodactyl
- Westland PV-3
- Westland PV-6
- ウエストランド リムジン
- ウェストランド スカウト
- ウェストランド シーキング
- ウェストランド スーパーリンクス
- Westland Wagtail
- ウエストランド ウォレス
- ウエストランド ウォーラス
- Westland Wapiti
- ウェストランド ワスプ
- Westalnd Weasel
- ウェストランド ウェルキン
- Westland Wessex
- Westland Westbury
- ウエストランド ウエストミンスター
- ウェストランド ホワールウィンド（固定翼機）
- ウェストランド ホワールウィンド（回転翼機）
- Westland Widgeon
- Westland Wizard
- ウェストランド ワイバーン

### Widerøe
- Widerøe Polar

### ウィボー（Wibaut）
- ウィボー 280-T

### Windward Performance
- Windward Performance SparrowHawk

### Wing Aircraft
- Wing Derringer

### Wittman
- Wittman Tailwind

### ライト兄弟
- ライトフライヤーI
- Wright Flyer II
- Wright Flyer III
- Wright FW
- Wright F2W
- Wright F3W Apache

### WSK
- WSK Junak
- WSK-Mielec M-15 Belphegor

## X

### 西安飛機工業公司
- H-6
- Xian H-8
- JH-7
- MA60

## Y

### ヤコヴレフ設計局
- ヤコヴレフ EG
- ヤコヴレフ Sh
- ヤコヴレフ UT-1
- ヤコヴレフ UT-2
- ヤコヴレフ UT-3
- ヤコヴレフ Yak-1
- ヤコヴレフ Yak-2
- ヤコヴレフ Yak-3
- ヤコヴレフ Yak-4
- ヤコヴレフ Yak-6
- ヤコヴレフ Yak-7
- ヤコヴレフ Yak-9
- ヤコヴレフ Yak-9P
- ヤコヴレフ Yak-11
- ヤコヴレフ Yak-12
- ヤコヴレフ Yak-15
- ヤコヴレフ Yak-17
- ヤコヴレフ Yak-17-RD10 上記のYak-17との関連性なし
- ヤコヴレフ Yak-18
- ヤコヴレフ Yak-19
- ヤコヴレフ Yak-20
- ヤコヴレフ Yak-21
- ヤコヴレフ Yak-23
- ヤコヴレフ Yak-24
- ヤコヴレフ Yak-25（初代） 1947年に製造された単発式迎撃機の試作機
- ヤコヴレフ Yak-25 1952年に製造された双発迎撃機、実用化された
- ヤコヴレフ Yak-26
- ヤコヴレフ Yak-27
- ヤコヴレフ Yak-28
- ヤコヴレフ Yak-30（試作機）
- ヤコヴレフ Yak-30
- ヤコヴレフ Yak-32
- ヤコヴレフ Yak-33
- ヤコヴレフ Yak-36
- ヤコヴレフ Yak-38
- ヤコヴレフ Yak-40
- ヤコヴレフ Yak-41
- ヤコヴレフ Yak-42
- ヤコヴレフ Yak-50
- ヤコヴレフ Yak-52
- ヤコヴレフ Yak-53
- ヤコヴレフ Yak-100
- ヤコヴレフ Yak-141
- ヤコヴレフ Yak-M11FR-1

### イェモラーエフ設計局
- イェモラーエフ Yer-2

### 横須賀海軍工廠
- 九六式艦上攻撃機
- 彗星
- 明星
- 九九式飛行艇
- 横廠式ロ号甲型水上偵察機
- 一四式水上偵察機
- 九〇式三号水上偵察機
- 零式小型水上偵察機
- 横廠式イ号甲型水上練習機
- 一三式練習機
- 九〇式初歩練習機
- 九三式中間練習機
- Yokosuka MXY5
- せみ
- 桜花
- 秋草
- 秋花
- 銀河
- 景雲

## Z

### ツェッペリン・リンダウ製作所
- Zeppelin-Lindau D.I

### ツェッペリン・シュターケン製作所
- ツェッペリン・シュターケン R.VI
- ツェッペリン・シュターケン E.4/20

### Jerome S. Zerbe
- ゼルブ多葉機

### ジブコ
- ジブコ エッジ540

### ズリーン
- ズリーン アクロバット
- en:Zlin Trener
- ズリーン Z-26
- ズリーン Z-42
- ズリーン Z-43
- ズリーン Z-50
- ズリーン Z-142
- ズリーン Z-143
- ズリーン Z-242L
- ズリーン Z-526
- ズリーン Z-526AS

### ズメイ
- Fizir FN